# Jéhan de Buhan
Henri Jéhan Éric Joseph Marie de Buhan (Bordeaux, 1912. április 5. – Bordeaux, 1999. szeptember 14.) olimpiai és világbajnok francia tőr- és párbajtőrvívó.